# Izumi Miyata
Izumi Miyata (japanisch 宮田 和純 Miyata Izumi; * 28. April 2001 in der Präfektur Tokio) ist ein japanischer Fußballspieler.

## Karriere
Miyata erlernte das Fußballspielen in den Jugendmannschaften vom Regista FC und vom FC Tokyo. Die U23-Mannschaft des Vereins spielte in der dritten Liga, der J3 League. Bereits als Jugendspieler absolvierte er drei Drittligaspiele. Nach der Jugend wechselte er 2020 in die Universitätsmannschaft der Ryūtsū-Keizai-Universität. Seinen ersten Profivertrag unterschrieb er am 1. Februar 2024 beim Zweitligisten Yokohama FC. Vom 10. Mai 2024 bis Anfang August 2024 wurde er an den Drittligisten Gainare Tottori verliehen. Für den Verein aus der Präfektur Tottori bestritt er drei Drittligaspiele. Anfang August 2024 wechselte er auf Leihbasis zum portugiesischen Zweitligisten UD Oliveirense